# Motsunabe
Motsunabe (もつ鍋) là một biến thể của món nabemono trong ẩm thực Nhật Bản, được chế biến từ lòng lợn, lòng bò và các loại nội tạng khác.   Đây là một trong những món hầm nội tạng phổ biến, thường được phục vụ kèm loại bếp lẩu nabe truyền thống của Nhật.  Đầu tiên, xúp dùng sẽ được chế vào nồi, sau đó cho nội tạng lợn hoặc bò đã chuẩn bị từ trước vào đun; kèm theo những món rau như cải bắp và hẹ. Món ăn thường được dùng với nước sốt đậu nành cùng các gia vị tỏi, ớt chuông và miso. Mỳ Champon đôi khi cũng được thêm vào nồi nấu. Ruột động vật là nguyên liệu chủ yếu của Motsunabe, song những bộ phận khác cũng được dùng để chế biến.
Ban đầu, motsunabe là một món ăn của Fukuoka, nhưng kể từ khi một số nhà hàng đã du nhập vào Tokyo vào những năm 1990 cộng với việc lan truyền bởi các phương tiện thông tin đại chúng, món ăn này đã được phổ biến trên toàn quốc. Sau đó, khi dịch bệnh BSE lan tới Nhật Bản cũng như sự phổ biến nhất thời của món ăn, các nhà hàng Motsunabe dần giảm sức hút ở những vùng Kantō và Tokyo. Tại khu vực Kansai, horumonyaki rất phổ biến; đây cũng là một món ăn địa phương được làm từ thịt bò hoặc nội tạng tương tự Motsunabe. Ở Fukuoka, Motsunabe vẫn là món ăn được yêu thích vì giá thành rẻ và thường được thưởng thức với rượu.